# Gadag-Betageri
Gadag-Betageri (en maratí: गदग ) es una ciudad de la India, centro administrativo del distrito de Gadag, en el estado de Karnataka.

## Geografía
Se encuentra a una altitud de 662 m s. n. m. a 390 km de la capital estatal, Bangalore, en la zona horaria UTC +5:30.

## Demografía
Según estimación 2011 contaba con una población de 171 647 habitantes.